# الدوري الكرواتي لكرة اليد
الدوري الكرواتي لكرة اليد هو الدوري الرئيسي لكرة اليد للمحترفين في كرواتيا. يدار من قبل اتحاد كرة اليد الكرواتي. تأسس في سنة 1991، ويتكون حاليا من قبل 16 فريقا. يعتبر نادي زغرب لكرة اليد هو الأكثر تتويجا بـ 24 لقبا.